# Mondia ecornuta
Mondia ecornuta là một loài thực vật có hoa trong họ La bố ma. Loài này được (N.E. Br.) Bullock mô tả khoa học đầu tiên năm 1961.